# Phrudocentra taediata
Phrudocentra taediata là một loài bướm đêm trong họ Geometridae.